# Yves Tavernier
Pour les articles homonymes, voir Tavernier.
Yves Tavernier, né le 20 octobre 1937 dans le 2e arrondissement de Lyon (Rhône), est un homme politique français. Membre du Parti socialiste, il est maire de Dourdan, conseiller général du canton de Dourdan, conseiller régional d’Île-de-France et député de la quatrième puis la troisième circonscription de l’Essonne.

## Biographie

### Jeunesse et études
Yves Henri Lucien Tavernier est né le 20 octobre 1937 à Lyon (Rhône). Yves Tavernier est licencié en droit et titulaire d’un diplôme de troisième cycle en sciences politiques obtenu à l'Institut d'études politiques de Paris.

### Parcours professionnel
Yves Tavernier a été directeur de recherches à la Fondation nationale des sciences politiques et professeur à l’Institut d'études politiques de Paris.
Proche de Michel Rocard, il est conseiller régional d'Île-de-France de 1981 à 1982 et de 2004 à 2010, et député PS de l’Essonne dès 1981, battu en 1993 par Jean de Boishue (RPR), avant d'être à nouveau élu en 1997. Il n'est pas réélu en 2002, battu par Geneviève Colot (UMP). Il est aussi conseiller général du canton de Dourdan de 1979 à 2004 et maire de cette ville de 1983 à 2008.

## Décorations et récompenses
Yves Tavernier est chevalier de l’ordre national du Québec depuis 2002 pour avoir présidé le groupe d’amitié France-Québec. 
Il a été nommé au grade de chevalier de la Légion d'honneur le 31 décembre 2006.

## Œuvres
Yves Tavernier a rédigé ou corédigé plusieurs ouvrages dont
- Le syndicalisme paysan - FNSEA - CNJA paru en 1969 aux éditions Armand Colin, 
- Les paysans français et l’Europe avec Hélène Delorme paru en 1969 aux éditions Armand Colin, 
- Histoire de la France rurale : tome 4 La fin de la France paysanne de 1914 à nos jours avec Michel Gervais et Marcel Jollivet paru en 1977 aux éditions du Seuil, 
- Pour sauver l’eau, publié en 1991 aux éditions Michel Rino, écrit avec son collègue le député Guy Malandain, 
- La coopération française au développement paru en 1999 à la Documentation française, 
- Fiscalité au secours de l’eau paru en 1999 à la Documentation française.